# Transvulcania
La Transvulcania est une course de longue distance ultramarathons de montagne de la catégorie 100k UTMB (c). Se déroulant sur l'île de La Palma appartenant aux Îles Canaries, la distance totale est de 73,3 km avec un dénivelé positif de 4 169 mètres, et négatifs de 3 835 mètres à parcourir en un temps limite de 18 heures,. La course rejoint notamment le point culminant de l'île, le Roque de los Muchachos, à 2 426 mètres. Créée 2009, de nombreux coureurs de tous pays y participent .
L'ultramarathon constitue l'une des étapes de la Skyrunner World Series Ultra depuis la constitution de ce circuit en 2013.

## Histoire
L'édition 2020 est annulée en raison de la pandémie de Covid-19. Pour la même raison, l'édition 2021 est reportée de mai à fin octobre. Mais cette dernière est annulée en raison de l'éruption volcanique du Cumbre Vieja.

## Les courses
Si l'ultramarathon est le format le plus connu, la Transvulcania accueille d'autres courses de longueur et dénivelé variable.
- Ultramarathon : 74,3 km avec 4 350 m de dénivelé positif et 4 057 m de dénivelé négatif (distance établie en 2014)
- Marathon : 45 km avec 1 884 m de dénivelé positif et 3 329 m de dénivelé négatif
- Semi-marathon : 24 km avec 2 097 m de dénivelé positif et 689 m de dénivelé négatif
- Kilomètre vertical : 7,6 km avec 1 203 m de dénivelé positif

## Palmarès
| Édition | Date            | Hommes                                                            | Hommes                                                            | Hommes                                                            | Femmes                                                            | Femmes                                                            | Femmes                                                            |
| Édition | Date            | Rang                                                              | Athlète                                                           | Temps                                                             | Rang                                                              | Athlète                                                           | Temps                                                             |
| ------- | --------------- | ----------------------------------------------------------------- | ----------------------------------------------------------------- | ----------------------------------------------------------------- | ----------------------------------------------------------------- | ----------------------------------------------------------------- | ----------------------------------------------------------------- |
| 01re    | 25 juillet 2009 | 1er                                                               | Salvador Calvo Redondo                                            | 9 h 00 min 36 s                                                   | e                                                                 | Marta Prat Llorens                                                | 13 h 37 min 51 s                                                  |
| 02e     | 5 juin 2010     | 1er                                                               | Miguel Heras                                                      | 8 h 09 min 32 s                                                   | e                                                                 | Nerea Martínez                                                    | 10 h 53 min 33 s                                                  |
| 03e     | 7 mai 2011      | 1er                                                               | Miguel Heras — 2e victoire Iker Karrera                           | 7 h 32 min 11 s                                                   | 29e                                                               | Mónica Aguilera                                                   | 10 h 00 min 03 s                                                  |
| 04e     | 12 mai 2012     | 1er                                                               | Dakota Jones                                                      | 6 h 59 min 07 s                                                   | 13e                                                               | Anna Frost                                                        | 8 h 11 min 31 s                                                   |
| 05e     | 11 mai 2013     | 1er                                                               | Kílian Jornet                                                     | 6 h 54 min 09 s                                                   | 16e                                                               | Emelie Forsberg                                                   | 8 h 13 min 22 s                                                   |
| 06e     | 10 mai 2014     | 1er                                                               | Luis Alberto Hernando                                             | 6 h 55 min 41 s                                                   | 22e                                                               | Anna Frost — 2e victoire                                          | 8 h 10 min 41 s                                                   |
| 07e     | 9 mai 2015      | 1er                                                               | Luis Alberto Hernando — 2e victoire                               | 6 h 52 min 39 s                                                   | 21e                                                               | Emelie Forsberg — 2e victoire                                     | 8 h 32 min 59 s                                                   |
| 08e     | 7 mai 2016      | 1er                                                               | Luis Alberto Hernando — 3e victoire                               | 7 h 04 min 44 s                                                   | 24e                                                               | Ida Nilsson                                                       | 8 h 14 min 18 s                                                   |
| 09e     | 13 mai 2017     | 1er                                                               | Tim Freriks                                                       | 7 h 02 min 03 s                                                   | 17e                                                               | Ida Nilsson — 2e victoire                                         | 8 h 04 min 17 s                                                   |
| 10e     | 12 mai 2018     | 1er                                                               | Pere Aurell Bove                                                  | 7 h 37 min 26 s                                                   | 25e                                                               | Ida Nilsson — 3e victoire                                         | 8 h 40 min 43 s                                                   |
| 11e     | 11 mai 2019     | 1er                                                               | Thibaut Garrivier                                                 | 7 h 11 min 04 s                                                   | 11e                                                               | Ragna Debats                                                      | 8 h 09 min 25 s                                                   |
| —       | 2020            | Course annulée en raison de la pandémie de Covid-19               | Course annulée en raison de la pandémie de Covid-19               | Course annulée en raison de la pandémie de Covid-19               | Course annulée en raison de la pandémie de Covid-19               | Course annulée en raison de la pandémie de Covid-19               | Course annulée en raison de la pandémie de Covid-19               |
| —       | 2021            | Course annulée en raison de l'éruption volcanique du Cumbre Vieja | Course annulée en raison de l'éruption volcanique du Cumbre Vieja | Course annulée en raison de l'éruption volcanique du Cumbre Vieja | Course annulée en raison de l'éruption volcanique du Cumbre Vieja | Course annulée en raison de l'éruption volcanique du Cumbre Vieja | Course annulée en raison de l'éruption volcanique du Cumbre Vieja |
| 12e     | 22 octobre 2022 | 1er                                                               | Petter Engdahl                                                    | 7 h 10 min 29 s                                                   | 10e                                                               | Abby Hall                                                         | 8 h 29 min 10 s                                                   |
| 13e     | 6 mai 2023      | 1er                                                               | Dakota Jones — 2e victoire                                        | 7 h 02 min 16 s                                                   | 31e                                                               | Martina Valmassoi                                                 | 9 h 09 min 13 s                                                   |
| 14e     | 11 mai 2024     | 1er                                                               | Jonathan Albon                                                    | 7 h 03 min 10 s                                                   | 21e                                                               | Ruth Croft                                                        | 8 h 02 min 49 s                                                   |
| 15e     | 10 mai 2025     | 1er                                                               | Peter Fraňo                                                       | 6 h 55 min 36 s                                                   | 20e                                                               | Anne-Lise Rousset Séguret                                         | 8 h 18 min 17 s                                                   |

 Record de l'épreuve